# Quellschwemmkegel

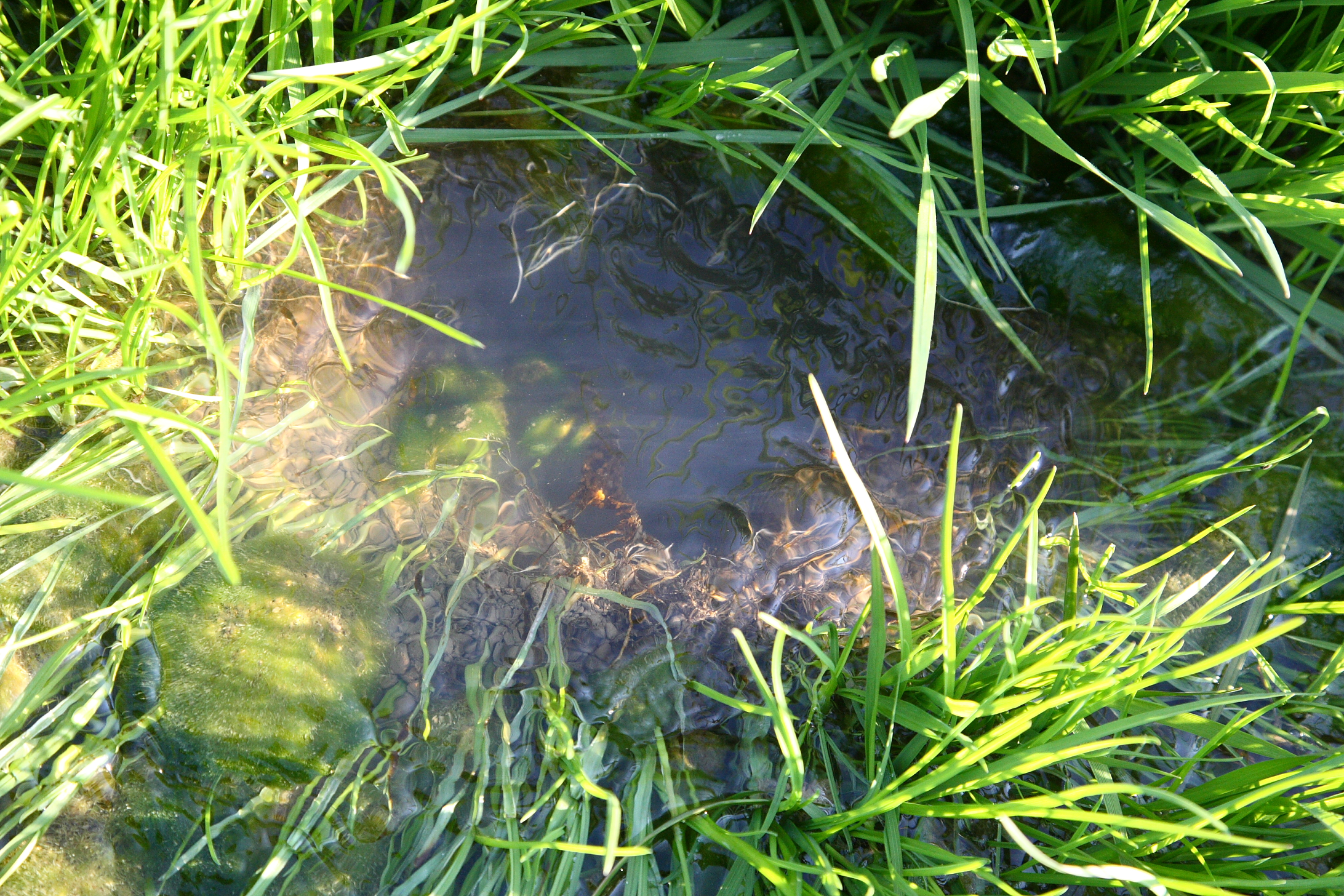
Einer der Quickspringe auf dem Quellschwemmkegel im Mental bei Henglarn, Lichtenau. Deutlich sichtbar sind die erbsengroßen, aus schluffigem Ton bestehenden Bodenklümpchen an der Austrittstelle.

Quellschwemmkegel sind eine Besonderheit des Karstes der Paderborner Hochfläche, da sie nur dort vorkommen. Es handelt sich um temporäre Quellen auf schildförmigen Erhebungen. Sie bildeten sich unter anderem in den Talsohlen der Alme und der Altenau. Insgesamt gibt es im Bereich der Paderborner Hochfläche 17 dieser Quellschwemmkegel. Diese haben eine Höhe von bis zu 2 Metern und einen Durchmesser von bis zu 50 Metern. Von diesen sind inzwischen etliche durch Wegebau und Drainagen ganz oder teilweise zerstört worden. Sie wurden durch Schüler des Mauritius-Gymnasiums im Jahre 1955 erstmals während eines Projekts zur Beobachtung der Alme entdeckt. Der größte Quellschwemmkegel liegt im Mental bei Henglarn.

## Entstehung
Ein Quellschwemmkegel entsteht durch vom Niederschlag eingeschwemmtes toniges und schluffiges Verwitterungsgestein. Dieses wird bei starkem Niederschlag in Dolinen (Erdfälle) und Gesteinsrisse eingespült. Turbulenzen und der Wasserdruck verhindern das Klären des Wassers unter der Erde. Dieses Wasser kommt in Quellen in den Tälern wieder an die Erdoberfläche. Dort setzten sich die Schwebstoffe kreisförmig um die Öffnung der Quelle auf dem Gras ab. Dieses Gras durchwächst die Aufschüttung und so erhöht sich der Quellschwemmkegel immer weiter. Quellschwemmkegel können nur auf Wiesen und Weiden entstehen, nicht in Wäldern. Den Anfang ihrer Entstehung schätzt man daher auf das Ende der Jungsteinzeit.

## Kategorisierung
Sämtliche Quellschwemmkegel liegen physiogeographisch gesehen in den Talauen temporärer Trockentäler. Sie treten zumeist in Gruppen, aber auch singulär auf. Es lassen sich vier Typen von Quellschwemmkegel unterscheiden:
- ein Hügel ohne klar lokalisierbare Hauptaustrittstelle(n) des Wassers. Der Hügel ist bei der Tätigkeit der Quelle insgesamt durchfeuchtet.
Beispiel: Zwei Quellschwemmkegel in Sauertal bei Ebbinghausen (Lichtenau)
- ein Hügel mit einer klar lokalisierbaren, schlotförmigen Öffnung, mit einem Durchmesser von wenigen Zentimetern, aus der bei Tätigkeit der Quelle das Wasser hervorsprudelt.
Beispiel: Ein Quellschwemmkegel im Almetal bei Wewelsburg
- ein Hügel mit Quelltrichtern, die einen Durchmesser von 5 bis 6 Metern und eine Tiefe von 1,5 bis 2,5 Metern erreichen.
Beispiel: Die NNW-SSE Quellschwemmkegelreihe bei Niederntudorf
- ein Hügel mit mehreren, klar lokalisierbaren Quellaustritten (Quickspringe), aus denen bei Tätigkeit der Quelle das Wasser zum Teil fontänenartig hervorsprudelt.
Beispiel: Ein singulärer Quellschwemmkegel im Mental bei Henglarn

## Vorkommen

### Quellgruppen
- im Mental bei Henglarn entlang der Menne – vollständig erhalten
- zwischen Henglarn und Atteln entlang der Altenau – tritt morphologisch noch nicht oder kaum in Erscheinung
- in der Talaue der Alme (Lippe) bei Niederntudorf – vollständig erhalten
- zwischen Niederntudorf und Alfen (Borchen) im Almetal – teilweise zerstört
- zwischen Niederntudorf und Wewelsburg im Almetal – teilweise zerstört
- im Sauertal bei Ebbinghausen (Lichtenau) – teilweise zerstört

### Singulärer Quellschwemmkegel im Mental bei Henglarn

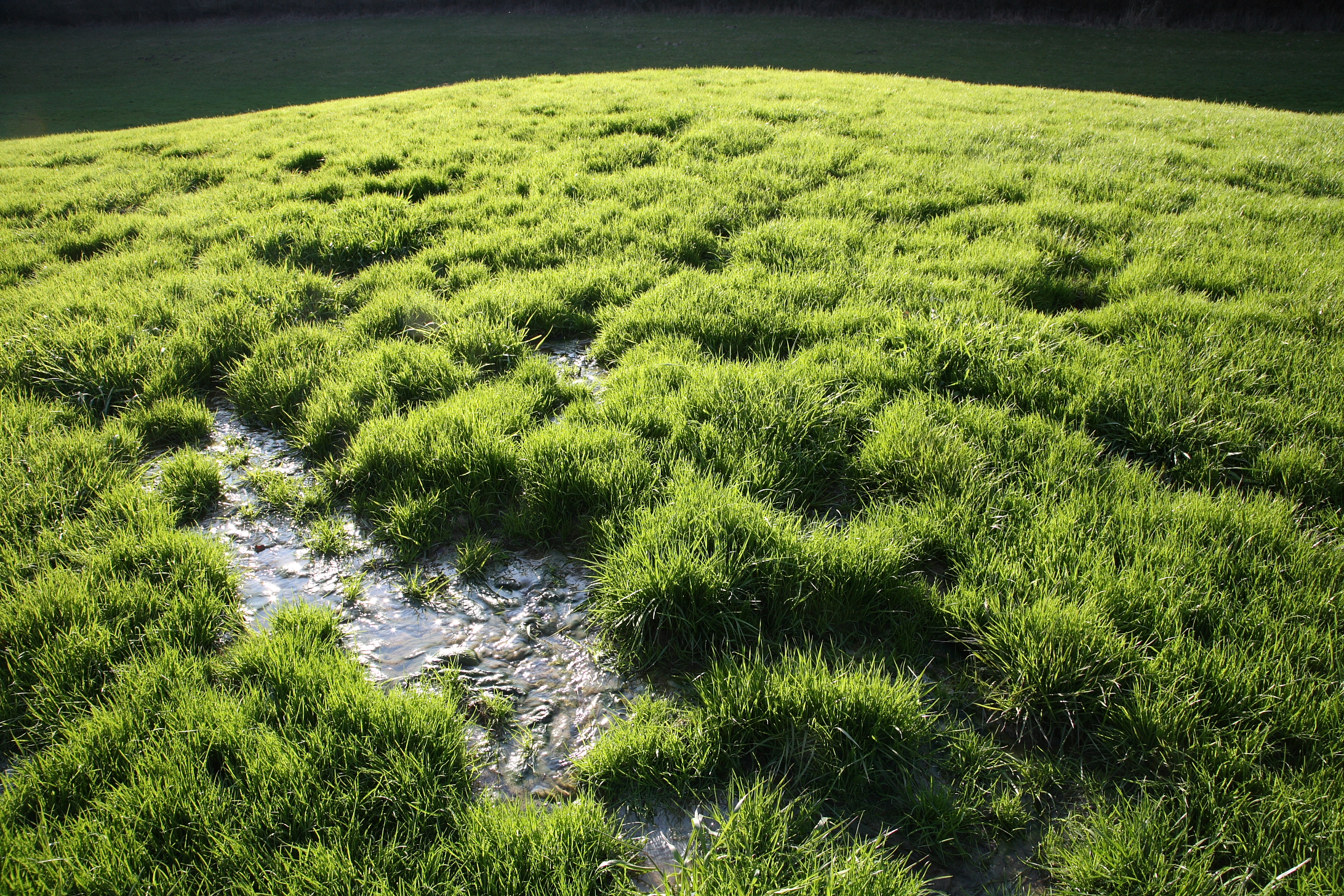
Der größte singuläre Quellschwemmkegel im Mental bei Henglarn

Es ist der größte singuläre Quellschwemmkegel auf der Paderborner Hochfläche mit einem Durchmesser von circa 50 Metern und eine Höhe von 2,5 Metern. Das Volumen des Kegels beträgt rund 3000 m3. Im Zentrum des Kegels fließen zeitweilig bis zu sieben Quickspringe, die zusammen mit weiteren kleinen Wasseraustritten auf den Flanken des Kegels bis zu 25 Liter/Sekunde ausschütten. Die Wassertemperatur schwankt im Jahresverlauf nur gering zwischen 8 und 9 Grad Celsius und lässt Gras auch im Winter sprießen und den Schnee schmelzen. Das Wasser der Quickspringe trägt bis zu 0,8 Gramm/Liter Schwebstoffegehalte, die größtenteils in der unmittelbaren Nähe der Austrittstellen sedimentiert. Das aus dem Hügel herausquellende Wasser strömt teils in kleinen Rinnsalen, teils flächenhaft. Am Fuße des Hügels sammelt sich das Wasser und fließt talab parallel zum Mennebach, etwa 200 bis 250 Meter um schließlich in der Weide zu versickern. Der Quellschwemmkegel im Mental bildet eine Ausnahme zu den anderen Kegeln.
Dieser liegt in der Talmitte und nicht wie die Kegel im Almetal am südöstlichen Talrand platziert. Eine weitere Eigentümlichkeit ist die Vielzahl der Quellaustritte auf ein und demselben Hügel.

### Quellschwemmkegelreihen in der Talaue der Alme bei Niederntudorf
Es ist die größte und zugleich am besten erhaltene Gruppe von Quelltrichtern. Die erste Gruppe, die aus vier großen, bis zu 2 Meter tiefen Kegeln mit Quelltrichtern besteht, liegt in einer NNW-SSE gerichteten Reihe. Die Kegel sind zu einem flachen Sedimentrücken zusammengewachsen. Der nördlichste Kegel ist nicht mehr aktiv und besitzt deshalb auch keine Quellöffnung mehr. Die drei anderen weisen bis zu 2,5 Meter tiefe Quelltrichter auf. Eine weitere Gruppe der außergewöhnlichen Quellen liegt etwa 500 Meter entfernt und ist in einer WSW-ONO gerichteten Reihe angeordnet. Die einzelnen, bis zu 1 Meter tiefen Kegel, sind aber deutlich kleiner als die Hügel der NNW-SSE Reihe. Nur einer dieser Kegel weist einen kleinen Quelltrichter auf, die übrigen Hügel besitzen keine klar lokalisierbaren Hauptaustrittsstellen des Wassers. In feuchten Jahreszeiten steigt das Karstgrundwasser langsam an, bis es schließlich aus den Trichtern überfließt und sich einen Weg zur Alme bahnt. Parallel zu den Quellschwemmkegelreihen bei Niederntudorf, schütten in regenreichen Zeiten sogenannte Quickspringe (Temporärquellen) große Mengen an Wasser gemeinsam ab.
Die Quickspringe in der Talaue der Alme liegen teilweise direkt neben den WSW-ONO gerichteten Quellschwemmkegelreihe.
- Quellschwemmkegel bei Niederntudorf

Quellschwemmkegel bei Niederntudorf
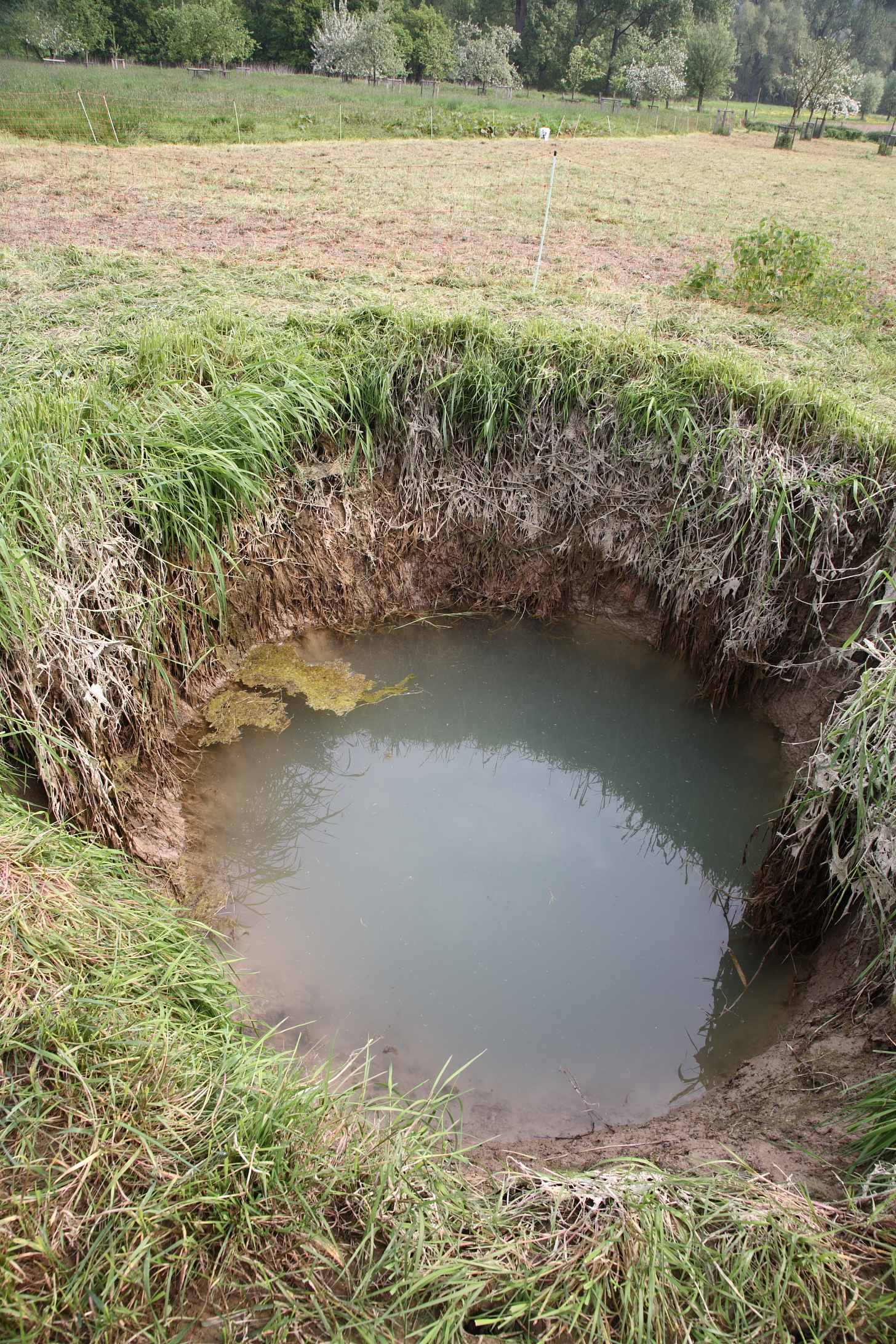
Ein Quellschwemmkegel aus der NNW-SSE Reihe in der Trockenzeit bei Niederntudorf.
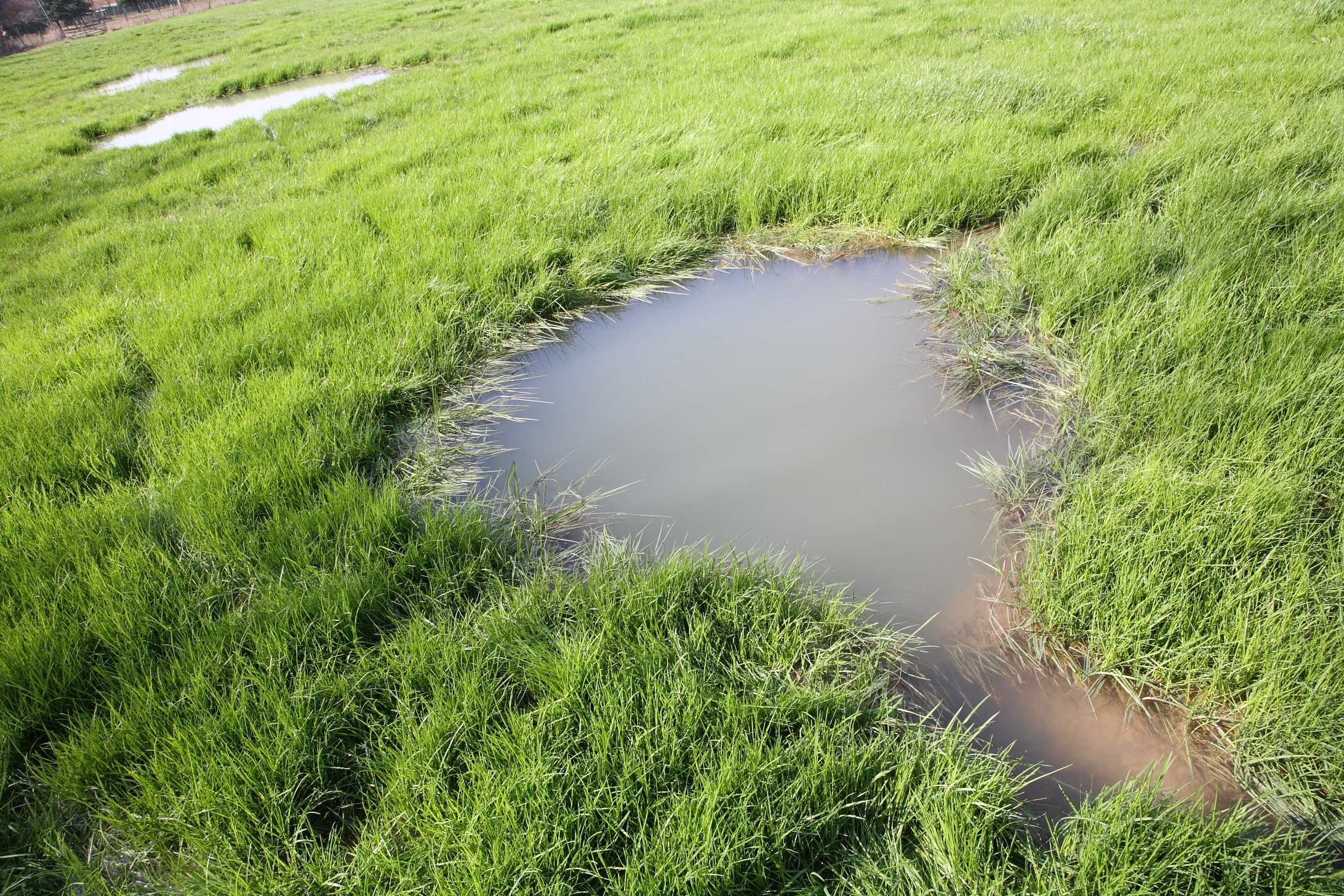
Die NNW-SSE Quellschwemmkegelreihe bei Niederntudorf; der südlichste Kegel mit deutlich sichtbarem Abfluss.
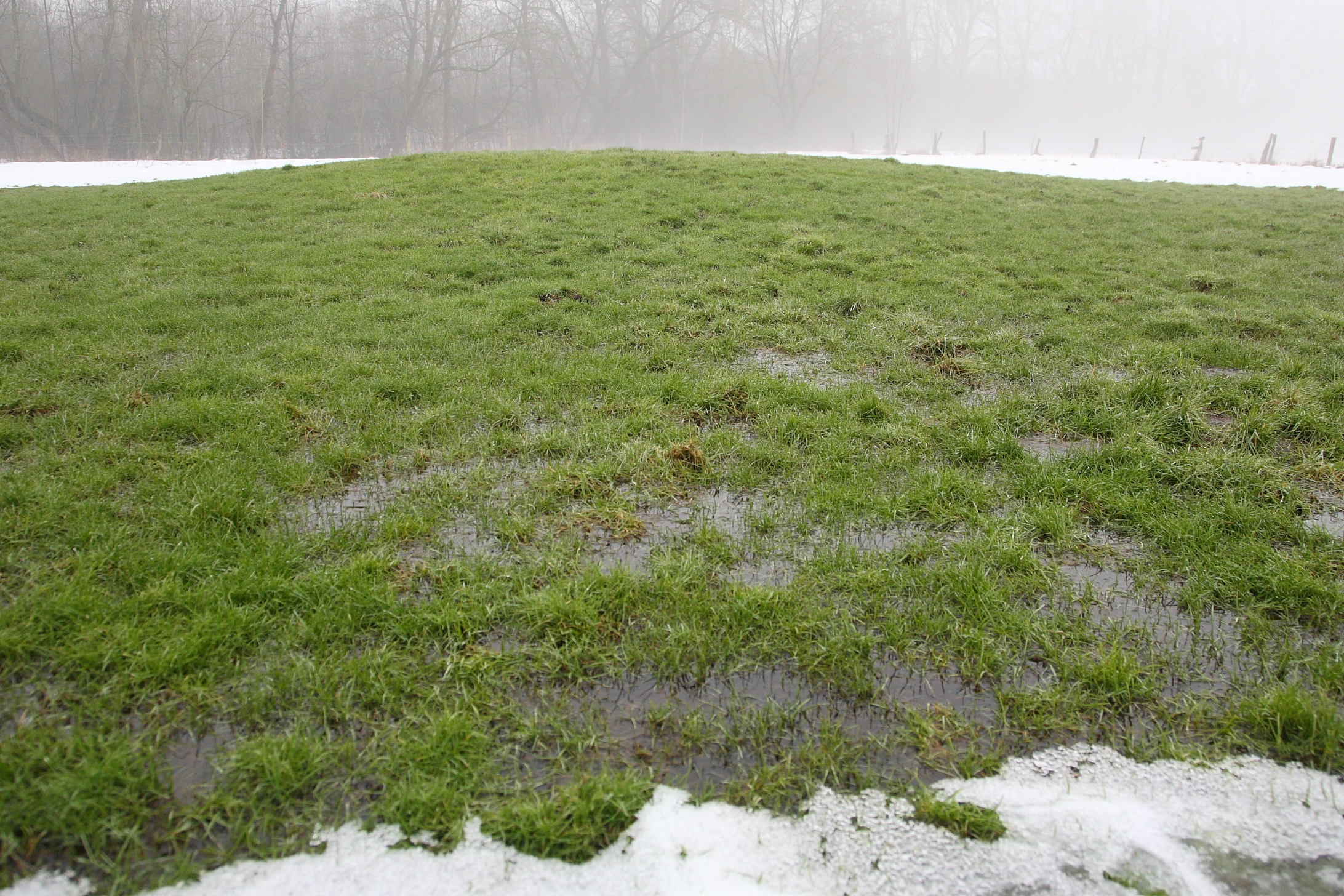
Der mittlere Kegel aus der WSW-ONO gerichteten Reihe bei Niederntudorf; die Hügelerhebung ist deutlich erkennbar.
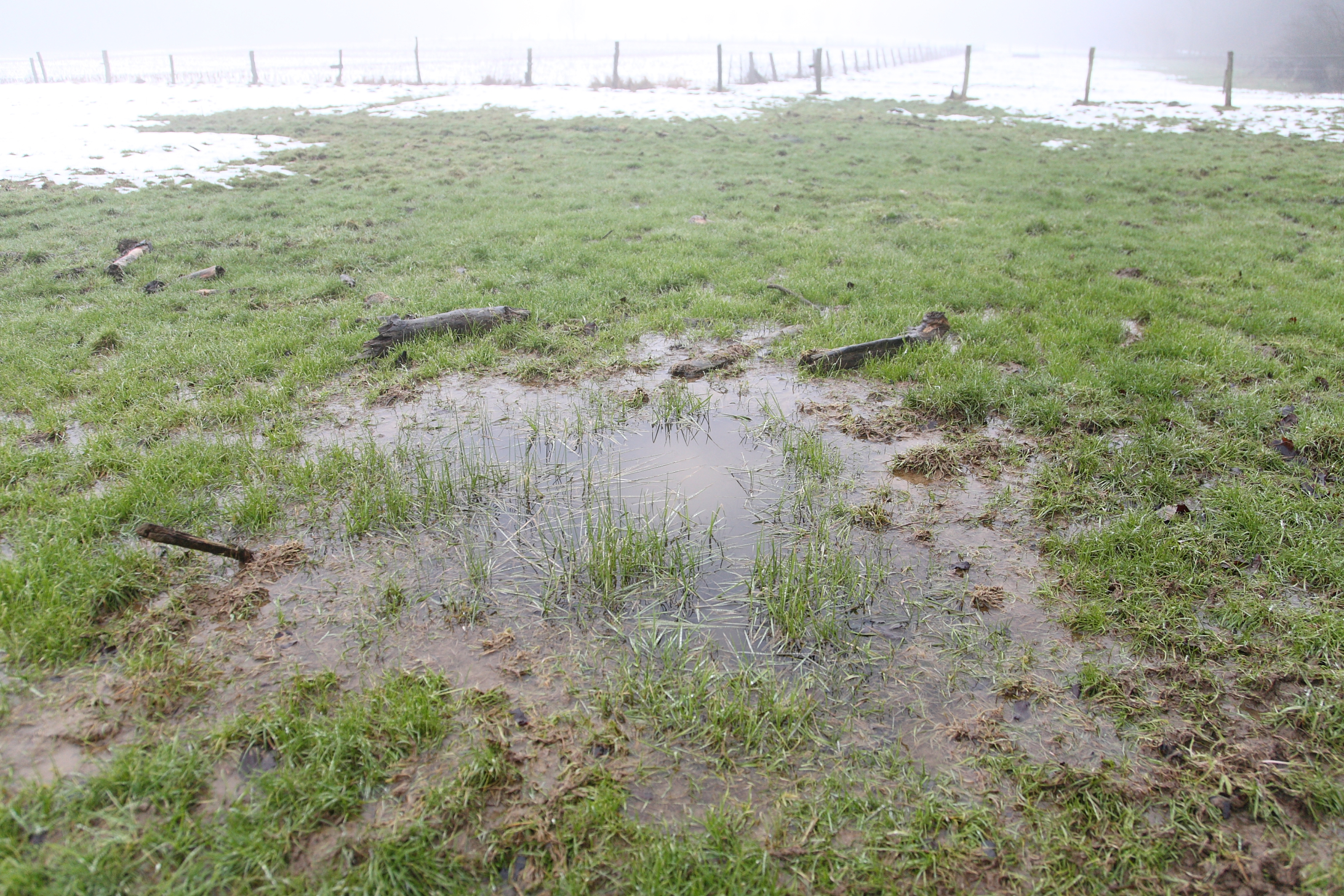
Der südlichste Kegel aus der WSW-ONO gerichteten Reihe bei Niederntudorf; der Quelltrichter im Vordergrund.